# ألان د. تايلور
ألان د. تايلور (بالإنجليزية: Alan D. Taylor)‏ هو رياضياتي وعالم سياسة أمريكي، ولد في 27 أكتوبر 1947 في ميلروز في الولايات المتحدة.